# Parapisidice imitans
Parapisidice imitans är en insektsart som beskrevs av Victor Lallemand 1949. Parapisidice imitans ingår i släktet Parapisidice och familjen spottstritar. Inga underarter finns listade i Catalogue of Life.